# Maruca
Maruca là một chi bướm trong họ Crambidae.

## Các loài
- Maruca amboinalis (C. Felder, R. Felder & Rogenhofer in C. Felder, R. Felder & Rogenhofer, 1875)
- Maruca fuscalis Yamanaka, 1998
- Maruca nigroapicalis Joannis, 1930
- Maruca vitrata (Fabricius, 1787)

## Hình ảnh

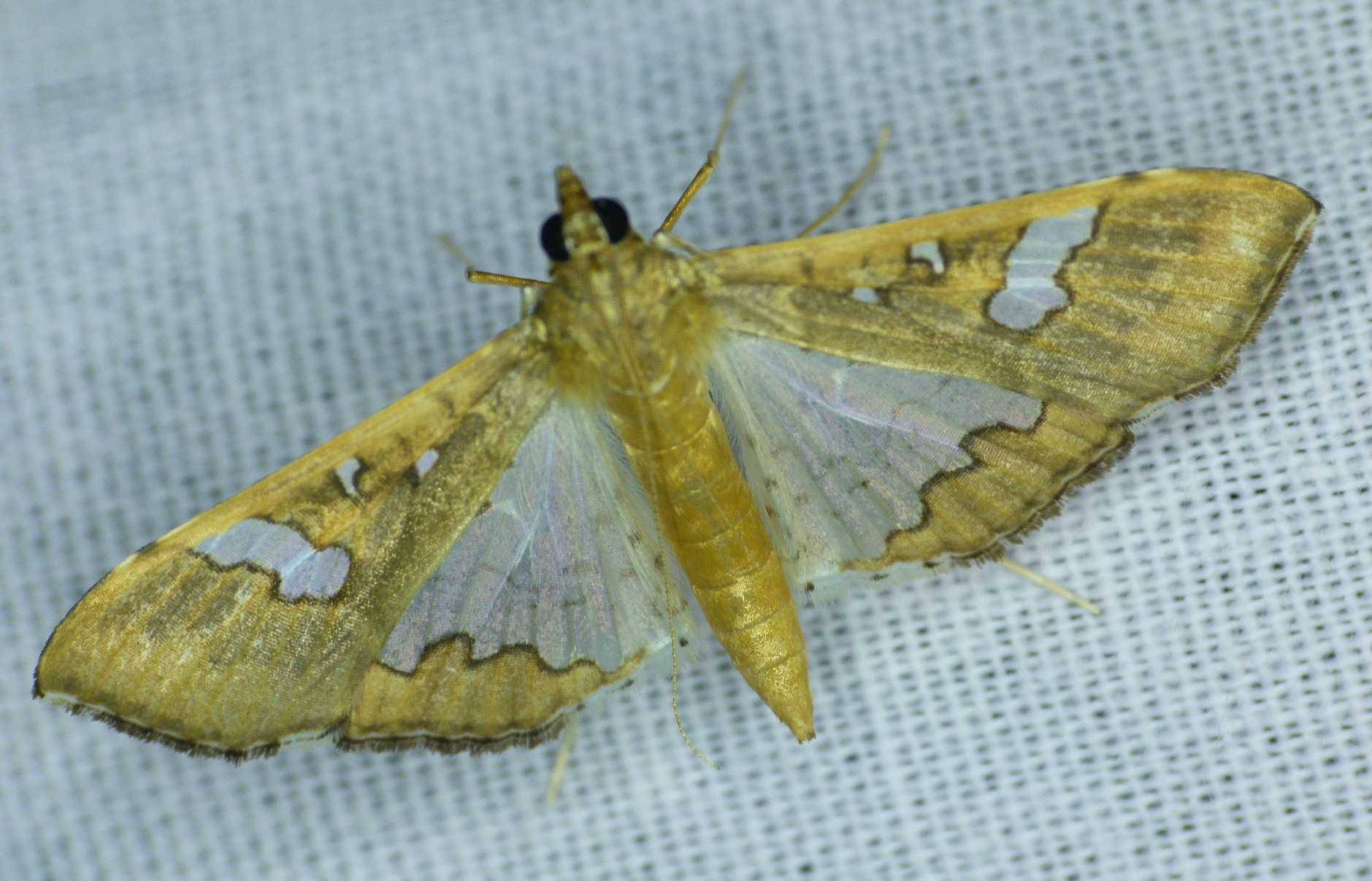
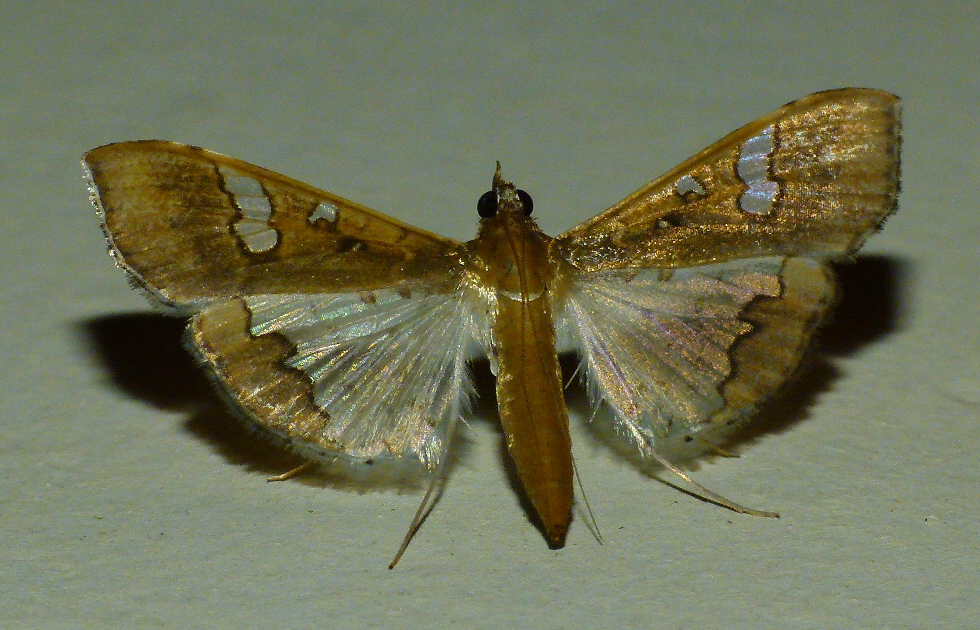